# (58163) Minnesang
(58163) Minnesang (1989 UJ7) – planetoida z pasa głównego asteroid okrążająca Słońce w ciągu 3,77 lat w średniej odległości 2,42 j.a. Odkryta 23 października 1989 roku.